# 미타케촌 (교토부)
미타케촌(일본어: 三岳村)은 일본 교토부 아마타군에 설치되었던 촌이다. 현재의 후쿠치야마시에 해당한다.

## 역사
- 1889년 4월 1일 - 정촌제 시행에 의해 아마타군 미타케촌이 성립하였다.
- 1955년 4월 1일 - 후쿠치야마시에 편입해, 소멸하였다.

## 참고문헌
- 『市町村名変遷辞典』東京堂出版、1990年。
- 가도카와 일본 지명 대사전 26 京都府 上巻